# Sarah Hendrickson
Sarah Catherine Hendrickson (Salt Lake City, 1 de agosto de 1994) es una deportista estadounidense que compite en salto en esquí. Ganó una medalla de oro en el Campeonato Mundial de Esquí Nórdico de 2013, en el trampolín normal individual.

## Palmarés internacional
| Campeonato Mundial | Campeonato Mundial     | Campeonato Mundial | Campeonato Mundial |
| Año                | Lugar                  | Medalla            | Prueba             |
| ------------------ | ---------------------- | ------------------ | ------------------ |
| 2013               | Val di Fiemme (Italia) | Medalla de oro     | TN individual      |